# Petac
Petac es una subcomisaría del municipio de Mérida en el estado de Yucatán localizado en el sureste de México.

## Toponimia
El nombre (Petac) significa en maya yucateco rueda rejida de bejuco y albaca (Ocimum basilicum L).

## Localización
Petac se encuentra se encuentra localizada a 23 kilómetros al sur del centro de la ciudad de Mérida.

## Infraestructura
Entre la infraestructura con la que cuenta:
- Un parque.
- Un kínder.
- Una escuela primaria.
- Un casco de hacienda.

## Sitios de interés
La hacienda se construyó en el siglo XVII sobre un asentamiento maya. Hoy día el caso de la hacienda ha sido remodelado y es una propiedad privada que tiene disponibles habitaciones para renta. Hay también una capilla.

## Importancia histórica.
Petac data del siglo XVII y fue hacienda ganadera, azucarera, melífera y finalmente henequenera en el siglo XIX. Su extensión llegaba al poniente hasta Yaxcopoil. Existen algunos vestigios mayas a su alrededor.

## Demografía
Según el censo de 2005 realizado por el INEGI, la población de la localidad era de 183 habitantes, de los cuales 96 eran hombres y 87 eran mujeres.
| 101                         | 174 | 120 | 165 | 104 | 117 | 137 | 141 | 165 | 134 | 178 | 190 | 183 |
| (Fuente: INEGI [Consultar]) |     |     |     |     |     |     |     |     |     |     |     |     |